# Nuño Pérez de Quiñones
Nuño Pérez de Quiñones – wielki mistrz zakonu Calatrava w latach 1182–1199.
Mistrz ten uzyskał nową regułę zakonną, zatwierdzoną przez kapitułę cystersów, zgromadzoną na konwencie w Burgundii i zaaprobowaną przez papieża Grzegorza VIII 4 listopada 1187 r.
Mistrz de Quiñones walczył ze swoimi rycerzami u boku króla Alfonsa VIII Kastylijskiego pod Alarcos w 1195 roku, lecz zakon poniósł w tej bitwie tak duże straty, że główna siedziba zakonu-zamek w Calatravie – nie była w stanie obronić się przed muzułmanami i wpadła w ich ręce. Mistrz przeniósł wówczas główną siedzibę do zdobytej w 1198 r. twierdzy Salvatierra, która stała się domem macierzystym zakonu na następne lata. Król jednak nie zapomniał o zakonie, przyznając mu nowe nadania, w tym zamek Ronda nad rzeką Tag. Również mnożą się liczne nadania od prywatnych darczyńców. Pozwala to szybko odbudować siłę zakonu.

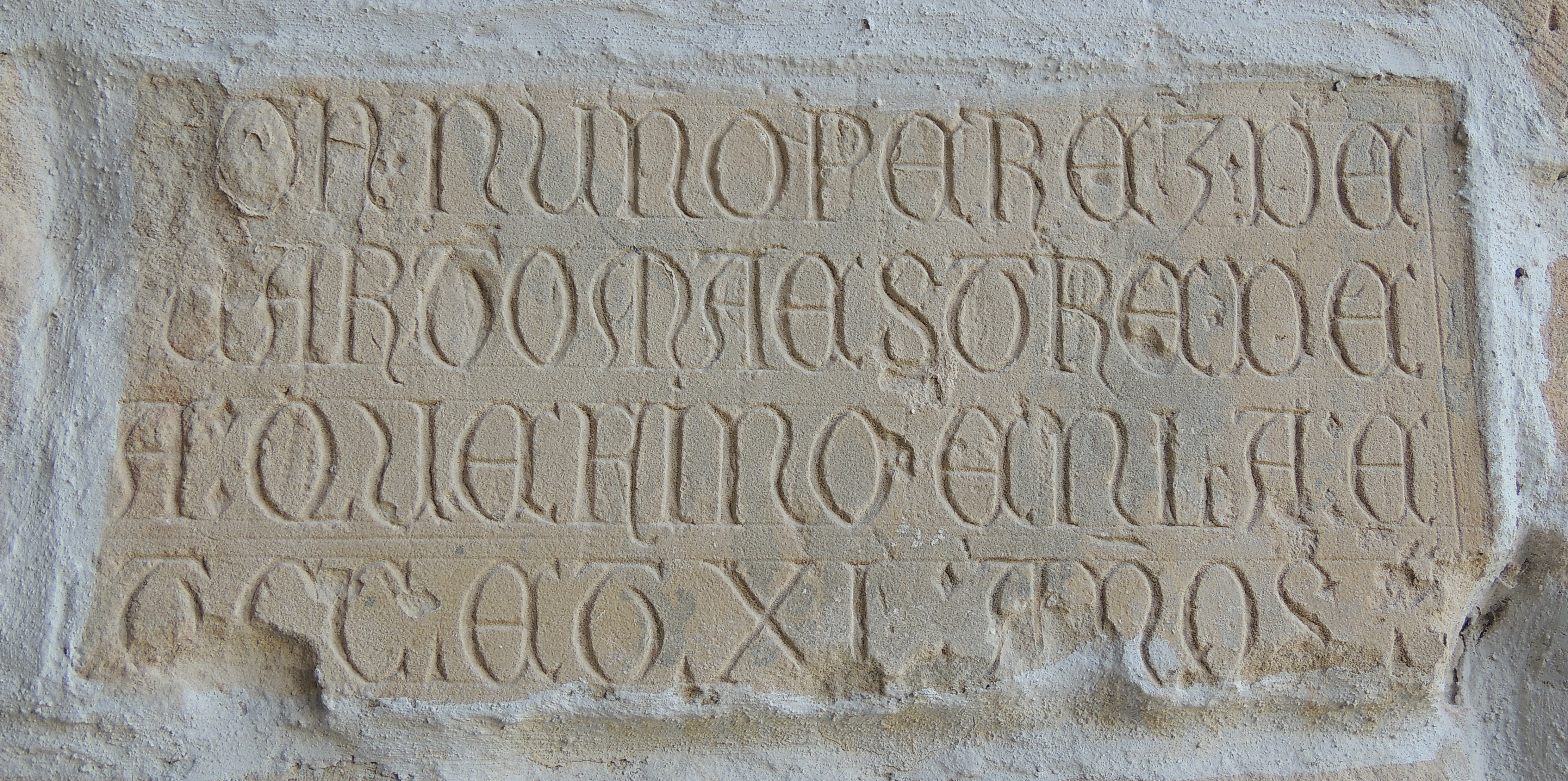
Tablica nagrobna

Jednocześnie klęska pod Alarcos sprawiła, że w aragońskiej gałęzi zakonu powstała opinia, jakoby zakon w Kastylii został całkowicie zniszczony, w związku z tym Aragończycy wybrali swojego wielkiego mistrza. Sprzeciwił się temu de  Quiñones i wybuchł konflikt, zażegnany dzięki ugodzie, na mocy której cały zakon uznał go za wielkiego mistrza, a uzurpator został wybrany drugim w kolejności dygnitarzem zakonu z tytułem wielkiego mistrza Aragonii. Nuño Pérez został pochowany w krużganku klasztoru Monsalud de Córcoles, gdzie do dziś można zobaczyć upamiętniający go nagrobek.